# Žebříček IIHF 2025
Žebříček IIHF 2025 je žebříček národních týmů v ledním hokeji sestavený Mezinárodní federací ledního hokeje pro rok 2025, který byl vydán po mistrovství světa v ledním hokeji 2025. Od roku 2023 získávají týmy o 400 bodů více na každé pozici ve srovnání s předchozími žebříčky. Tato změna vznikla v důsledku vzrůstajícího počtu zemí, ve kterých se hraje hokej.

## Žebříček mužských reprezentací
Kontroverzí tohoto žebříčku je opakovaný paradox udělování bodů vyloučeným týmům, díky čemuž se tak Rusko dostalo na 1. místo žebříčku. O tomto tématu se vyjádřili i prezident IIHF Luc Tardif a člen výboru IIHF Anders Larsson, který by Rusy zmrazil na třetí pozici (tedy na stejném místě v žebříčku jako před válkou na Ukrajině). V oficiálně zveřejněném žebříčku však má Rusko tolik bodů jako za 2. místo, tudíž byl dodržen oproti proklamacím funkcionářů předchozí postup udělování bodů na základě postavení v minulém žebříčku.
| Místo | Stát                    | Divize      | MS 2025 (100 %) | MS 2024 (75 %) | MS 2023 (50 %) | MS 2022 (25 %) | ZOH 2022 (25 %) | Celkem | Změna oproti roku 2024 |
| ----- | ----------------------- | ----------- | --------------- | -------------- | -------------- | -------------- | --------------- | ------ | ---------------------- |
| 1     | Rusko                   | —           | 1560            | 1520           | 1520           | 1120           | 1160            | 4030   | ▲ +1                   |
| 2     | USA                     | Elita       | 1600            | 1460           | 1500           | 1100           | 1060            | 3985   | ▲ +4                   |
| 3     | Švýcarsko               | Elita       | 1560            | 1560           | 1460           | 1060           | 1000            | 3975   | ▲ +2                   |
| 4     | Kanada                  | Elita       | 1460            | 1500           | 1600           | 1160           | 1040            | 3935   | ▼ −3                   |
| 5     | Švédsko                 | Elita       | 1520            | 1520           | 1440           | 1040           | 1100            | 3915   | ▲ +2                   |
| 6     | Česko                   | Elita       | 1440            | 1600           | 1400           | 1120           | 960             | 3860   | ▼ −2                   |
| 7     | Finsko                  | Elita       | 1420            | 1400           | 1420           | 1200           | 1200            | 3780   | ▼ −4                   |
| 8     | Německo                 | Elita       | 1360            | 1440           | 1560           | 1020           | 940             | 3710   | ▬                      |
| 9     | Dánsko                  | Elita       | 1500            | 1280           | 1340           | 960            | 1020            | 3625   | ▲ +2                   |
| 10    | Slovensko               | Elita       | 1320            | 1420           | 1360           | 1000           | 1120            | 3595   | ▼ −1                   |
| 11    | Lotyšsko                | Elita       | 1340            | 1360           | 1520           | 940            | 920             | 3585   | ▼ −1                   |
| 12    | Rakousko                | Elita       | 1400            | 1340           | 1260           | 920            | 800             | 3465   | ▲ +1                   |
| 13    | Norsko                  | Elita       | 1300            | 1320           | 1280           | 880            | 880             | 3370   | ▼ −1                   |
| 14    | Kazachstán              | Elita       | 1240            | 1300           | 1320           | 860            | 700             | 3265   | ▲ +1                   |
| 15    | Francie                 | Elita       | 1220            | 1260           | 1300           | 900            | 860             | 3255   | ▼ −1                   |
| 16    | Bělorusko               | —           | 1220            | 1240           | 1260           | 860            | 840             | 3205   | ▬                      |
| 17    | Slovinsko               | Elita       | 1280            | 1180           | 1220           | 800            | 820             | 3180   | ▲ +2                   |
| 18    | Maďarsko                | Elita       | 1260            | 1200           | 1240           | 780            | 780             | 3170   | ▬                      |
| 19    | Velká Británie          | Divize IA   | 1200            | 1240           | 1200           | 820            | 660             | 3100   | ▼ −2                   |
| 20    | Itálie                  | Divize IA   | 1180            | 1160           | 1160           | 840            | 740             | 3025   | ▬                      |
| 21    | Polsko                  | Divize IA   | 1120            | 1220           | 1180           | 700            | 760             | 2990   | ▬                      |
| 22    | Japonsko                | Divize IA   | 1140            | 1120           | 1080           | 680            | 680             | 2860   | ▲ +2                   |
| 23    | Rumunsko                | Divize IA   | 1100            | 1140           | 1120           | 720            | 640             | 2855   | ▬                      |
| 24    | Ukrajina                | Divize IA   | 1160            | 1080           | 1060           | 660            | 620             | 2820   | ▲ +3                   |
| 25    | Jižní Korea             | Divize IB   | 1060            | 1100           | 1140           | 740            | 720             | 2820   | ▼ −3                   |
| 26    | Litva                   | Divize IB   | 1080            | 1060           | 1100           | 760            | 600             | 2765   | ▼ −1                   |
| 27    | Čína                    | Divize IB   | 1020            | 1020           | 1040           | 600            | 900             | 2680   | ▼ −1                   |
| 28    | Estonsko                | Divize IB   | 1040            | 1040           | 1020           | 640            | 580             | 2635   | ▬                      |
| 29    | Španělsko               | Divize IB   | 1000            | 1000           | 960            | 540            | 520             | 2495   | ▲ +1                   |
| 30    | Nizozemsko              | Divize IIA  | 960             | 980            | 1000           | 580            | 560             | 2480   | ▼ −1                   |
| 31    | Chorvatsko              | Divize IB   | 980             | 960            | 940            | 560            | 540             | 2445   | ▲ +1                   |
| 32    | Srbsko                  | Divize IIA  | 940             | 940            | 980            | 620            | 500             | 2415   | ▼ −1                   |
| 33    | Izrael                  | Divize IIA  | 860             | 900            | 900            | 520            | 420             | 2220   | ▬                      |
| 34    | Spojené arabské emiráty | Divize IIA  | 920             | 920            | 840            | 360            | 320             | 2200   | ▲ +2                   |
| 35    | Island                  | Divize IIB  | 820             | 860            | 880            | 480            | 480             | 2145   | ▼ −1                   |
| 36    | Austrálie               | Divize IIA  | 880             | 880            | 920            | 560            | 0               | 2140   | ▼ −1                   |
| 37    | Belgie                  | Divize IIA  | 900             | 840            | 820            | 440            | 0               | 2050   | ▲ +2                   |
| 38    | Bulharsko               | Divize IIB  | 780             | 780            | 800            | 420            | 380             | 1965   | ▼ −1                   |
| 39    | Nový Zéland             | Divize IIB  | 800             | 820            | 780            | 440            | 0               | 1915   | ▲ +2                   |
| 40    | Tchaj-wan               | Divize IIB  | 760             | 760            | 720            | 300            | 440             | 1875   | ▬                      |
| 41    | Turecko                 | Divize IIIA | 680             | 740            | 760            | 340            | 460             | 1815   | ▼ −3                   |
| 42    | Thajsko                 | Divize IIB  | 740             | 720            | 660            | 220            | 340             | 1750   | ▲ +1                   |
| 43    | Kyrgyzstán              | Divize IIIA | 720             | 700            | 600            | 160            | 400             | 1685   | ▲ +2                   |
| 44    | Turkmenistán            | Divize IIIA | 700             | 660            | 700            | 320            | —               | 1625   | ▲ +2                   |
| 45    | Mexiko                  | Divize IIIB | 600             | 620            | 740            | 400            | 360             | 1625   | ▼ −3                   |
| 46    | Lucembursko             | Divize IIIA | 620             | 680            | 640            | 280            | 300             | 1595   | ▼ −2                   |
| 47    | Gruzie                  | Divize IIB  | 840             | 800            | 0              | 460            | 0               | 1555   | ▲ +3                   |
| 48    | JAR                     | Divize IIIA | 660             | 640            | 680            | 240            | 0               | 1540   | ▼ −1                   |
| 49    | Bosna a Hercegovina     | Divize IIIA | 640             | 600            | 580            | 200            | 260             | 1495   | ▼ −1                   |
| 50    | Hongkong                | Divize IIIB | 560             | 560            | 560            | 220            | 280             | 1385   | ▼ −1                   |
| 51    | Filipíny                | Divize IIIB | 520             | 540            | 480            | 100            | —               | 1190   | ▲ +2                   |
| 52    | Singapur                | Divize IIIB | 500             | 520            | 540            | 120            | —               | 1190   | ▼ −1                   |
| 53    | Mongolsko               | Divize IIIB | 540             | 480            | 460            | —              | —               | 1130   | ▲ +4                   |
| 54    | Severní Korea           | Divize IIIB | 580             | 580            | 0              | 360            | 0               | 1105   | ▲ +2                   |
| 55    | Kuvajt                  | Divize IV   | 440             | 460            | 440            | 80             | 240             | 1085   | ▼ −3                   |
| 56    | Írán                    | Divize IV   | 400             | 500            | 520            | 140            | —               | 1070   | ▼ −2                   |
| 57    | Malajsie                | Divize IV   | 380             | 420            | 500            | 100            | —               | 970    | ▼ −2                   |
| 58    | Indonésie               | Divize IV   | 420             | 440            | 420            | —              | —               | 960    | ▬                      |
| 59    | Uzbekistán              | Divize IV   | 480             | —              | —              | —              | —               | 480    | nový                   |
| 60    | Arménie                 | Divize IV   | 460             | —              | —              | —              | —               | 460    | nový                   |